# Megachile heinrichi
Megachile heinrichi là một loài Hymenoptera trong họ Megachilidae. Loài này được Tkalcu mô tả khoa học năm 1979.